# Anton Cermak
Anton (Tony) Joseph Cermak (Antonín Josef Čermák, ur. 9 maja 1873 w Kladnie zm. 6 marca 1933 w Miami) – amerykański polityk, burmistrz Chicago od 1931 roku do śmierci z rąk Giuseppe Zangary w 1933 roku.

## Życiorys
Urodził się w Kladnie, w Austro-Węgrzech; obecnie jest to terytorium czeskie. W 1874 roku jego rodzina wyemigrowała do USA, gdzie Cermak rozpoczął karierę polityczną i został wybrany do kongresu stanowego Illinois. W 1928 roku bez powodzenia ubiegał się o miejsce w Senacie, zdobywając 46% głosów. W 1931 roku został wybrany na burmistrza Chicago.
Cermak w swojej kampanii oparł się o elektorat nowych imigrantów z Europy Wschodniej, którzy do tej pory byli na obrzeżach polityki i czuli się wyobcowani z systemu politycznego. Cermak doszedł do władzy w okresie Wielkiej Depresji oraz rozwoju związanej z prohibicją fali przemocy w mieście.
Cermak został 15 lutego 1933 roku w Miami na Florydzie postrzelony w płuca z rąk Giuseppe Zangary, podczas spotkania z prezydentem elektem, Franklinem D. Rooseveltem. Nie ustalono dokładnie, który z polityków był głównym celem zamachu, czy też zlecono morderstwo obu. Prezydent Roosevelt przeżył zamach, natomiast Cermak zmarł w szpitalu 6 marca.